# Elselina Versfelt
Maria Johanna Elselina Versfelt, alias Ida Saint-Elme (Lith, 27 september 1776 – Brussel, 19 mei 1845) was een schrijfster en toneelspeelster in de napoleontische tijd.

## Biografie

### Jeugd en huwelijk
Versfelt werd geboren in Lith, als dochter van dominee Gerrit Versfelt (1735–1781) en zijn echtgenote Alida de Jongh (1738–1828). Na de dood van haar vader vertrok haar moeder met haar dochter en zes broers naar Amsterdam. Hier trouwde Maria Versfelt in 1792 in de Nieuwe Kerk in Amsterdam met de bankier Jan Ringeling Claasz. Op dat moment was zij vijftien jaar oud, maar beweerde twee jaar ouder te zijn. Het echtpaar kreeg twee dochters, maar scheidde reeds na vier jaar, omdat Versfelt een verhouding kreeg met de Franse generaal Jean Victor Marie Moreau en daarom haar man had verlaten. Ringeling kreeg de kinderen toegewezen.

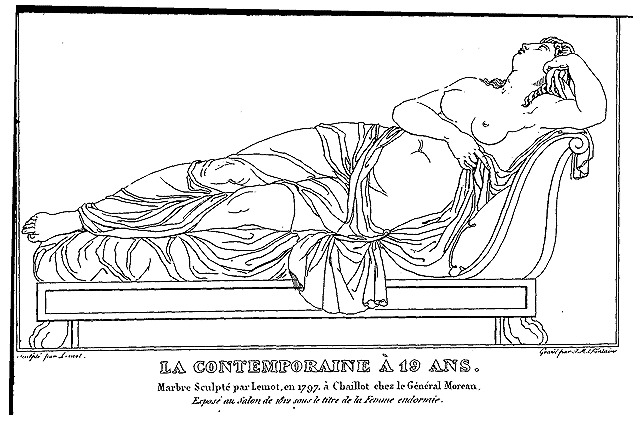
Elselina Versfelt op 19-jarige leeftijd, getekend naar een marmeren beeld van François-Frédéric Lemot, gemaakt in opdracht van Moreau

### Relaties met mannen
Versfelt vertrok naar Frankrijk en volgde Moreau op zijn veldtochten in Duitsland en Italië. Tijdens deze veldtochten knipte ze haar lange blonde haar af, kleedde ze zich in een blauwe uniformjas en droeg ze laarzen. Ook deelde ze mee in de harde facetten van het soldatenbestaan, zo deelde zij onder meer hun eten. In 1796 ontmoette zij Michel Ney in Kehl en besloot hem vervolgens te schrijven. Haar brief kwam echter bij Moreau terecht die hem vervolgens terzijde schoof. Hierop nam Versfelt de naam Ida Saint-Elme aan.
Vanaf 1805 reisde Versfelt met een kortgeknipt kapsel en in mannenkleding Ney achterna naar de vele gebieden waar hij heen gestuurd werd. Hierdoor verkreeg ze de bijnaam la Courtisane de la Grande Armée. Versfelt was aanwezig bij de slag bij Eylau en raakte aldaar gewond door een Russische sabelhouw. Hierop stuurde Ney haar vervolgens naar huis. In 1812 gaf ze haar positie als hofdame van Elisa Bonaparte op om het Franse leger te volgen in de veldtocht naar Rusland waar ze getuige was van de verschrikkingen van deze oorlog. Op 7 december 1815 werd Ney wegens hoogverraad geëxecuteerd door de nieuwe koning Lodewijk XVIII van Frankrijk.

### Toneelspeelster en schrijfster
In 1800 begon Versfelt als toneelspeelster in Parijs maar was daar weinig succesvol. Tijdens een verblijf in Italië werd zij voorlezeres bij Elisa Bacciocchi, een zus van Napoleon. Na de dood van Ney reisde zij door de Zuidelijke Nederlanden en Frankrijk als toneelspeelster.

Elselina Versfelt in 1828

In 1827 publiceerde zij haar memoires onder de titel Mémoires d'une contemporaine, die haar de bijnaam Casanova femelle opleverde en waarmee ze vrij veel succes had. In 1831 publiceerde zij La Contemporaine en Egypte, over haar reis in Egypte. Vervolgens verschenen de boeken Mille et une causeries (1833) en Mille et unième calomnie de la Contemporaine (1834). Vanuit Londen gaf zij van maart tot september 1836 een bonapartistisch tijdschrift uit, La caricature française. Dit tijdschrift bevatte brieven van koning Louis-Philippe, die hem in een slecht daglicht stelden. In 1841 werd er een proces gevoerd tegen Versfelt, omdat men meende dat deze brieven vervalst waren. Dit bleek echter niet bewijsbaar. Zij vertrok vervolgens uit Londen naar België.
Op 11 november 1841 werd de oude en inmiddels vergeten Maria Versfelt opgenomen in een hospice van de ursulinen in Brussel. Hier overleed ze op 19 mei 1845 en waarschijnlijk kreeg ze vervolgens een armengraf.